# Plagiogrammus hopkinsii
Plagiogrammus hopkinsii är en fiskart som beskrevs av Bean, 1894. Plagiogrammus hopkinsii ingår i släktet Plagiogrammus och familjen taggryggade fiskar. Inga underarter finns listade i Catalogue of Life.